# 二戸義則
二戸 義則（にど よしのり　1959年1月20日 - ）は、日本の元俳優。東京都葛飾区出身。

## 略歴・人物
修徳高等学校卒業、文化学院卒業。高校時代は硬式野球部に所属し、野球部は1976年の第48回選抜高等学校野球大会に出場。その野球経験を買われ、高校卒業後の1977年に映画『巨人軍物語 進め!!栄光へ』に出演しデビュー。

## 主な出演

### 映画
- 巨人軍物語 進め!!栄光へ（1977年、東宝） - 王貞治（中学・高校時代） 役
- 日蓮（1979年、松竹） - 南條七郎 役

### テレビドラマ
- すぐやる一家青春記（1977年、TBS）
- おおヒバリ!（1977年 - 1978年、TBS） - 守 役
- 土曜ワイド劇場「いのちある限り」（1977年11月26日、テレビ朝日）
- アヒル大合唱（1978年 - 1979年、TBS） - 夏子の弟 役
- ナショナルゴールデン劇場「風光る・亜紀子」（1979年、テレビ朝日） - 倉沢敏男 役
- 男なら!（1979年、TBS） - 羊介 役[1]
- 草野球・草家族（1980年、テレビ朝日） - 大鹿純 役
- われら行動派! 第13話「女子高寮で何起った?」（1980年2月25日、フジテレビ）
- しあわせ戦争 第13話「自転車泥棒」（1980年11月26日、TBS） - 茂樹 役
- 日立スペシャル・特別企画3時間ドラマ「空よ海よ息子たちよ」（1981年2月23日、TBS）
- Gメン'75 第304回「プロ野球ナイター殺人事件」（1981年4月4日、TBS） − 郷田明 役
- ポーラテレビ小説（TBS）
  - 「発射オーライ」（1981年）
  - 「女・かけこみ寺」（1982年）
- 少年ドラマシリーズ（NHK）
  - 「芙蓉の人〜富士山頂の妻」（1982年4月1日、2日） - 野中清 役
  - 「おれたち夏希と甲子園」（1982年8月） - 荒木計太 役
- 新鋭ディレクタードラマシリーズ「雪の記憶」（1983年3月6日、TBS） - 主演
- 漂流家族（1983年、東海テレビ）
- 外科医 城戸修平 第8話「捨てた命拾った命」（1983年6月28日、TBS）
- 年ごろ家族（1984年、TBS） - 寺沢邦夫 役
- 風の中のあいつ（1984年、日本テレビ）
- 人妻捜査官 第16話「疑惑!?幼な妻が捨てた赤ん坊」（1984年9月7日、朝日放送）
- 特捜最前線 第383回「崩壊家族のラストタンゴ!」（1984年9月23日、テレビ朝日）
- ジャングル 第23話「先生」（1987年9月18日、日本テレビ）